# ألفونسو (فيرجينيا)
ألفونسو هو مجتمع فردي في مقاطعة لانكستر بفيرجينيا بالولايات المتحدة الأمريكية.